# Baie de brassage
Pour les articles homonymes, voir brassage (homonymie).

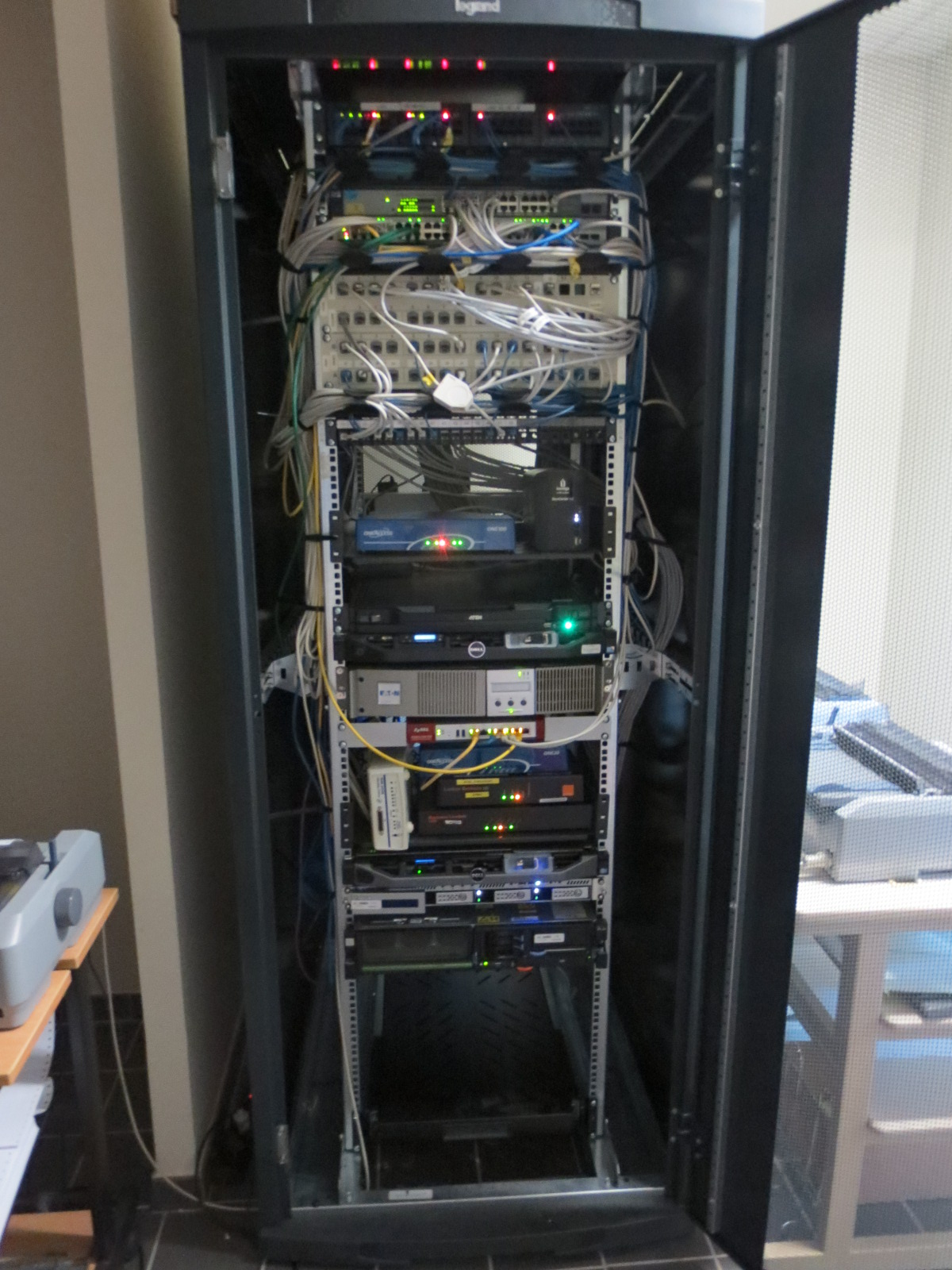
Exemple de baie informatique avec serveur, routeurs, commutateur réseau, panneaux de brassage, connectique RJ45, onduleurs, bandeau électrique, autocommutateur téléphonique privé/Voix sur IP, modems...

Une baie de brassage, également appelée armoire de brassage ou armoire réseau, est une armoire technique qui centralise des éléments de réseaux informatiques et de téléphonie. 

## Caractéristiques
Elle comprend généralement des dispositifs tels que : une centrale d'alarme, un tableau électrique couplé à un onduleur, des systèmes vidéos (télévision par câble et vidéosurveillance), des routeurs Ethernet, des terminaisons de fibre optique, des panneaux de brassage. 

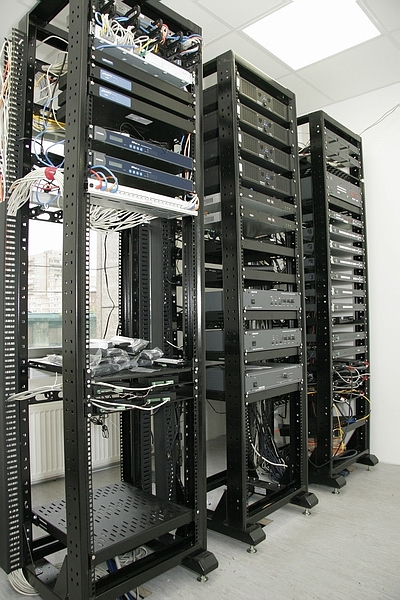
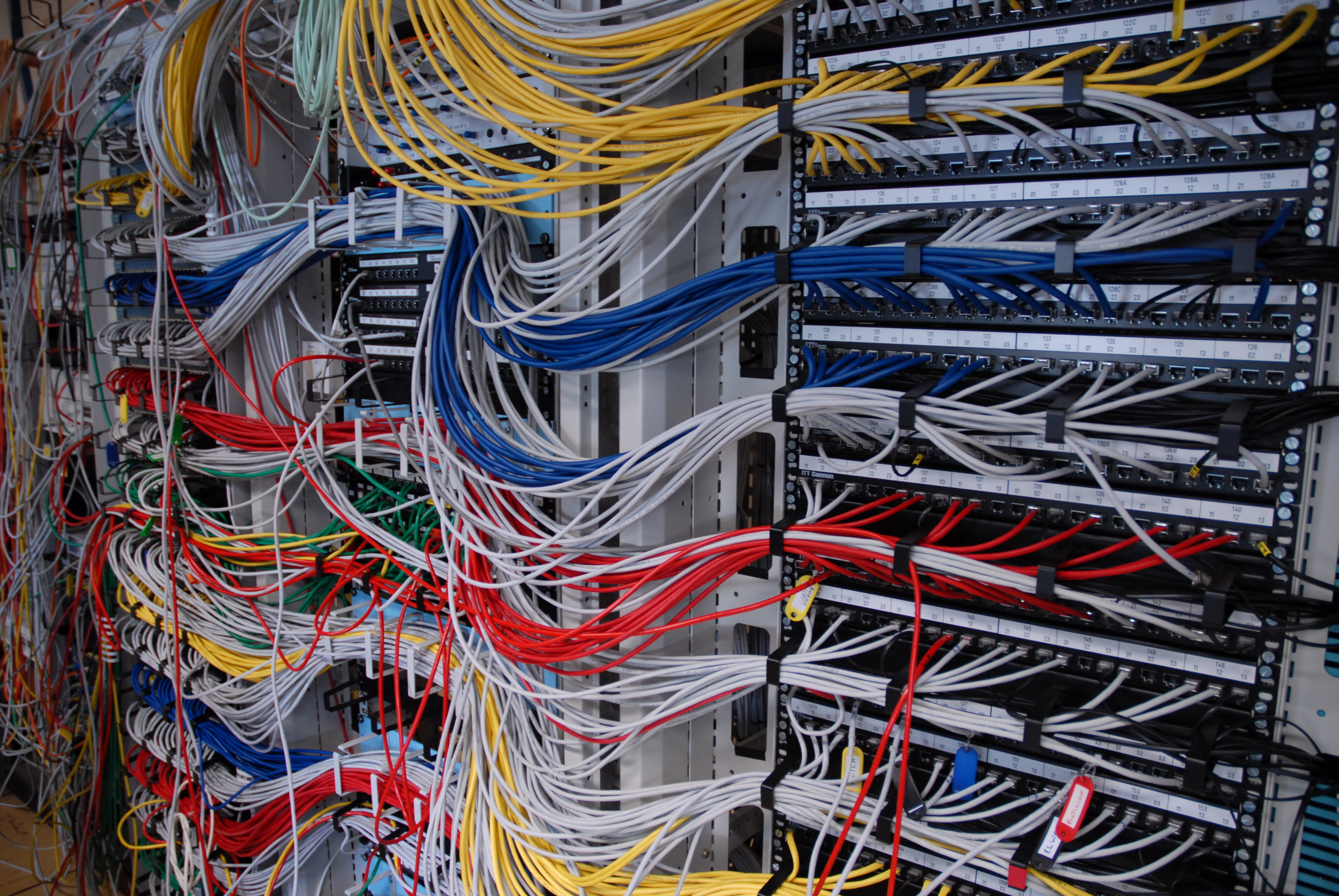
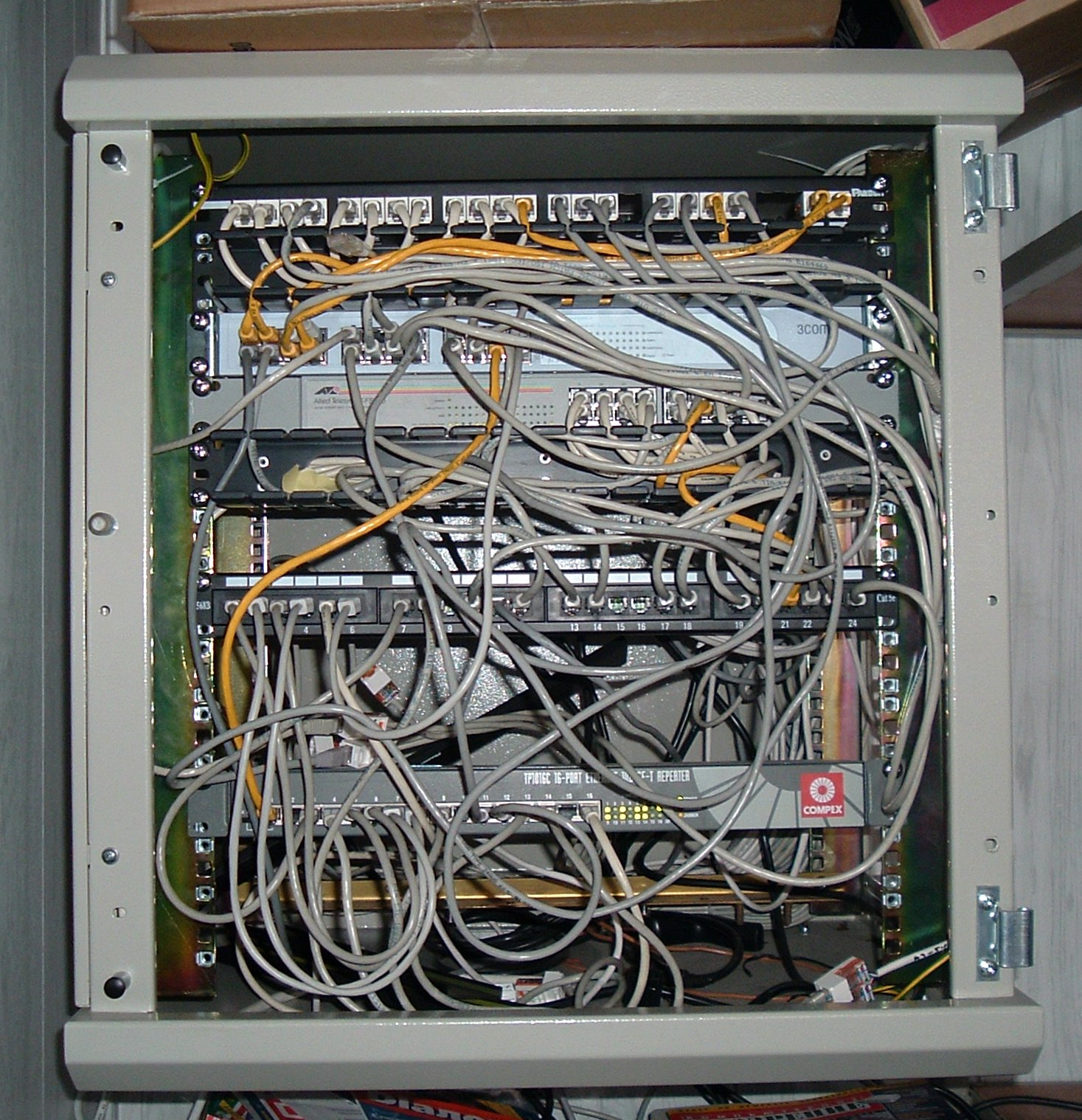

Dans les environnements immenses, plusieurs types de connexions placent des limites sur la distance entre l'équipement utilisateur (ordinateur personnel, imprimantes, téléphones... ) et les périphériques d'accès au réseau (routeurs, commutateur réseau, autocommutateur téléphonique privé...). Ces restrictions nécessitent des baies de brassage à chaque étage par exemple d'un grand bâtiment.
La gestion du câblage dans les baies de brassage est un sujet important avec la complexité croissante des systèmes électroniques actuels. Outre l'aspect esthétique, une bonne gestion du câblage permet de réduire les temps de dépannages et permet un refroidissement efficace en favorisant une bonne circulation de l’air.

## Baie informatique
Une baie de type informatique est équipée en général de panneaux de brassage, de switchs (commutateur réseau), de routeurs, d'un ou plusieurs serveurs (Windows ou Linux), d'onduleurs et de  bandeaux électriques, d'un autocommutateur téléphonique privé, de divers modems...   